# L'Aventure immobile

L’Aventure Immobile est le premier tome de la série de bande dessinée Le Dernier Chapitre, créée par le scénariste Didier Convard et le dessinateur André Juillard. Mettant en scène Blake et Mortimer, il a été publié par Dargaud en 1998. Il est édité en format à l'italienne.

## Collection
Le principe de cette collection Le Dernier Chapitre est de présenter des personnages célèbres de la bande dessinée au crépuscule de leur vie. Il n'y aura que quatre volumes et l’Aventure Immobile est le premier. Il présente Francis Blake et Philip Mortimer sous des traits vieillissants. En 2009, parait une intégrale réunissant les quatre volumes de la collection.

## Synopsis
Nous sommes en décembre 1990. Blake et Mortimer sont à la retraite et Philip Mortimer s'est éloigné de Londres. Ce dernier répond à une lettre de Francis Blake (qu'il voit alors rarement). S'entame alors une correspondance basée sur une lettre que Blake a reçue du cheik Abdel Razek. Cette lettre va les amener petit à petit, par le biais de leurs rêves qu'ils vivent ensemble chaque nuit, à sortir de l'amnésie dont Razek les a lui-même frappés quarante ans plus tôt, à la fin du tome 2 du Mystère de la Grande Pyramide.
Dans leur dernier rêve commun, le cheik Abdel Razek amène Akhénaton avec lui rejoindre les paisibles rivages de l’Amenti (cf. Le Mystère de la Grande Pyramide). C'est alors que Blake et Mortimer sont témoins du fait qu’Akhénaton — le pharaon oublié après avoir voulu imposer le culte du dieu unique Aton — est en fait une femme.

## Parutions
- L’Aventure Immobile, Dargaud, 1998  (ISBN 2-205-04463-X) (BNF 36200612)
- INT. Le dernier chapitre, Dargaud, 2009  (ISBN 978-2-205-06391-2) (BNF 42128880)